# Taylor Heise
Taylor Heise, född 17 mars 2000 i Lake City i Minnesota, är en amerikansk ishockeyspelare.
År 2022 tilldelades hon utmärkelsen Patty Kazmaier Memorial Award för bästa kvinnliga collegespelare i ishockey i USA.
Heise vann poängligan i världsmästerskapet i ishockey för damer 2022 med sju mål och elva assists på sju matcher.